# Механіка руйнування
Меха́ніка руйнува́ння — розділ фізики твердого тіла, що вивчає закономірності зародження і розвитку неоднорідностей і дефектів структури матеріалу типу тріщин, дислокацій, пор, включень тощо при статичних і динамічних навантаженнях.
Предмет вивчення механіки руйнування — всі суцільні матеріали, від біоматеріалів до гірських порід й конструкційних матеріалів. У механіці руйнування широко використовується аналітичний апарат механіки суцільних середовищ, теорії пружності, теорії пластичності, матеріалознавства; але при цьому вводяться нові підходи й критерії, властиві лише їй одній.
У межах механіки руйнування виділяють лінійно-пружну та нелінійну (пружно-пластичну) механіку руйнування.
Область інженерного застосування механіки руйнування:
- прогнозування руйнування структур із дефектами, дослідження опору руйнуванню конструкційних матеріалів в різних умовах експлуатації (в тому числі у агресивних середовищах, при радіаційному опромінюванні тощо),
- прогнозування ресурсу і надійності конструкцій з урахуванням випадкового характеру виникнення дефектів;
- розробка композитних матеріалів;
- руйнування гірських порід в різних технологічних процесах видобування й переробки.

Методи механіки руйнування використовують при дослідженні і прогнозуванні гірничих ударів, раптових викидів вугілля і породи, оповзнів, землетрусів. Механіка руйнування пропонує нові підходи у дослідженні руйнування гірських порід, що ґрунтуються на сучасних уявленнях про процеси руйнування твердих тіл, які враховують внутрішню структуру гірських порід, а також вивчення руйнування як певного локалізованого процесу, що протікає в часі.
Основи механіки руйнування були закладені в 20-х роках XX ст. А. Ґріффітом (Griffith, A.A.) який сформулював енергетичний підхід до явищ крихкого руйнування матеріалів типу скла, і розширені Г. Р. Ірвіном (Irwin, G.R.), Р. Дж. Райсом, Еґоном Орованом (Orowan, E.) у 50—60-х роках. Великий внесок у розвиток механіки руйнування зробили українські і російські вчені В. В. Панасюк, Г. П. Черепанов, М. Ф. Морозов, М. Я. Леонов. В Україні проблеми механіки руйнування розробляють у Фізико-механічному інституті ім. Г. В. Карпенка (Львів), Інституті проблем міцності ім. Г. С. Писаренка (Київ) та Інституті фізики гірничих процесів НАН (Донецьк).